# Grand Marais
Grand Marais – miasto w Stanach Zjednoczonych, w stanie Minnesota, siedziba administracyjna hrabstwa Cook.